# Arbignieu

Arbignieu este o comună în departamentul Ain din estul Franței.